# أم هارون (مسلسل)
أم هارون هو مسلسل درامي كويتي من بطولة حياة الفهد ونخبة من الممثلين في الخليج، عرض في شهر رمضان 2020 وتم تصويره في دولة الإمارات. المسلسل إنتاج شركة الفهد المملوكة للفنانة حياة الفهد وشركة جرناس المملوكة للإماراتي أحمد الجسمي، وكلاهما منتج منفذ لصالح MBC Group.
يصور المسلسل العلاقات بين المسلمين والمسيحيين والجالية اليهودية في الكويت في الأربعينيات، والمظالم والتمييز الذي يعانيه المجتمع اليهودي خلال ذروة الحركة الصهيونية والنكبة، تليها العنصرية والتمييز المنهجي الذي واجهوه في إسرائيل بعد طردهم من وطنهم.

## قصة المسلسل
تدور الأحداث حول طبيبة يهودية تدعى أم هارون، تعاني من مشاكل عديدة بسبب ديانتها اليهودية.

## انتقادات
قوبل المسلسل بجدل على مواقع التواصل الاجتماعي قبل بداية عرضه، وسط اتهامات لصناعة ب«التطبيع».
أبدى أحمد دراوشة من جريدة عرب 48 العربية-الإسرائيلية تحفظًا من إخراج المخرج المصري محمد العدل للمسلسل، حيث وصف بعض أعماله بالمنحازة لآراء الحكومة المصرية، وكذلك من الدعم والتمويل الإماراتي للعمل التي وصفها بقائدة لبروباقاندا التطبيع مع النظام الإسرائيلي، وكذلك حذر من محاولة قص القصة الإسرائيلية ليهود العرب التي تخالف الواقع وترسم إسرائيل بشكل الدولة التي خلصت يهود العرب من التمييز والعداوة المنتشرة في الدول العربية لحين هجرتهم لإسرائيل، وهي عدواة ساهمت إسرائيل بصناعتها لإقناع اليهود الرافضين للصهيونية بالهجرة إلى الأراضي المحتلة، ماحية العنصرية التي مارستها كل من الدولة الصهيونية وسكانها من يهود أوروبا ضدهم.
تم انتقاد المسلسل بسبب عدم الدقة التاريخية، عندما أعلنت الإذاعة في الحلقة الأولى عن إقامة دولة إسرائيل على أرض إسرائيل، على الرغم من أن المنطقة كانت معروفة في ذلك الوقت بفلسطين.
وأشاد الكاتب السعودي حسين شبكشي به معتبرآ ذلك تصحيحآ لوجهات النظر المنحازة تجاه اليهود، مشيراً إلى أن «المشاهد العربي، وخاصة جمهور الخليج، لم يعتاد على رؤية شخصية يهودية قوية، إلا إذا كانوا في أدوار شريرة، سواء كانت من الإسلام، التاريخ أو العصر الحالي، مضيفًا أنه في الأفلام المصرية أو اللبنانية أو السورية أو العراقية، التي ركزت على الفترة التي سبقت الأربعينيات، يمكنك أن ترى شخصيات يهودية تعيش في المجتمعات العربية وتصور بشكل إيجابي... عندما يتعلق الأمر بالكويت والبحرينيين الدراما [التي تغطي نفس الفترة الزمنية] لا توجد شخصيات يهودية، على الرغم من أن مجتمعاتهم تعيش في تلك المنطقة لفترة طويلة».
ذكرت MBC، الشبكة التي تقف وراء العمل، أنه مسلسل درامي، وليست فيلمًا وثائقيًا، وذكرت أنه لا ينبغي ربطه بالسياسة. رد عبد المحسن النمر، الممثل الذي لعب دور الحاخام داود، نفس المشاعر، مضيفًا أن المسلسل يرسم [أجزاء من] الجالية اليهودية بشكل سلبي.
طالب الصحفي الإسرائيلي إيدي كوهين بأن تمنح الكويت الجالية اليهودية التي اضطرت إلى الهجرة غير العادلة لأراضيها وإعادة جنسيتها، وفقاً للدستور الكويتي، الذي يمنح أي شخص كان يعيش في الكويت قبل 1920 الجنسية.

## الشخصيات
- حياة الفهد: ام هارون - سمحه
- محمد جابر: عبد السلام
- أحمد الجسمي: أبو سعيد
- فخرية خميس: آمنة
- سعاد علي: هند
- عبد المحسن النمر: الحاخام داوود
- الآء شاكر: مسعودة
- فاطمة الصفي: مريم
- فؤاد علي: جبر
- محمد العلوي: محمد
- الهام علي: علياء
- فرح الصراف: رفقة
- روان مهدي: راحيل
- الاء الهندي: زنوبة
- ماجد الجسمي: اسحاق

## الرد
دافع المتحدث باسم الجيش الإسرائيلي أفيخاي أدرعي عن المسلسل وبطلته حياة الفهد، قائلاً إنها كانت تواجه اتهامات من قبل منظري المؤامرة الذين يفضلون البرامج التلفزيونية العنصرية التي تروج للأكاذيب المعادية للسامية، والذين يتطلعون إلى كلمة «التطبيع» «إهانة».
وعندما سُئلت حياة الفهد عن الجدل، قالت إن المسلسل لا يتناول «العدو الصهيوني» وأفعاله التي لا يمكن نسيانها، بل هو مثال على فترة تاريخية، بينما ظهرت دهشة الناس اللذين تصرفوا كما لو لم يكن هناك يهود في تلك البلدان خلال تلك الفترة الزمنية.

## وصلات خارجية
- أم هارون على موقع IMDb (الإنجليزية)
- أم هارون على موقع قاعدة بيانات الأفلام العربية
- أم هارون على موقع كينوبويسك (الروسية)
- أم هارون على موقع قاعدة بيانات الفيلم (الإنجليزية)